# مقاطعة أوكوني (كارولينا الجنوبية)
مقاطعة أوكوني هي مقاطعة في كارولاينا الجنوبية، في الولايات المتحدة الأمريكية، بلغ عدد سكانها 74,273  نسمة وذلك حسب إحصائيات سنة 2010، عاصمتها والهالا، تبلغ مساحتها 1,745 كيلومتر مربع.

## الموقع
تشترك في الحدود مع:
- مقاطعة جاكسون
- مقاطعة هارت.

## التقسيمات الإدارية
- والهالا.